# De Witte (Brugge)
De Witte was een familie van wie de voorvaders polderboeren en veehouders waren in het Brugse Vrije, waarvan sommigen zich in Brugge en later in Brussel vestigden en van wie een tak onder de naam de Witte de Haelen sinds 1858 tot de Belgische adel behoort.

## Geschiedenis
- De oudst bekende voorvader was Joos De Witte (ca. 1585 - na 1634) die waarschijnlijk landbouwer was. Hij trouwde in 1610 met Bavyneken de Visch (†1669).  
  - Hun zoon Joos De Witte (Stalhille, 12 april 1626 - aldaar, 10 februari 1659) woonde in Stalhille, waar hij landbouwer was. Hij was ongetwijfeld een plaatselijke personaliteit, aangezien hij dismeester en kerkmeester was. Hij trouwde met Petronella Ghijs (1623-1659). Het echtpaar overleed jong, hij was tweeëndertig, zij zesendertig.
    - Hun zoon Antoine De Witte (waarschijnlijk Stalhille, 1655 - Klemskerke, 10 mei 1693) trouwde met Cateline Eerebout. Hij was achtendertig toen hij overleed.
      - Joseph de Witte (Klemskerke, 8 maart 1683 - Stalhille, 9 april 1710), was in 1706 getrouwd met Anna Janssens (Klemskerke, 1680-1715), maar overleed vier jaar later, zevenentwintig jaar oud.
        - Hun zoon Pieter de Witte (Stalhille, 24 mei 1709 - Ramskapelle, 27 oktober 1760), getrouwd met Antoinette Boels (Houtave, 1746 - Ramskapelle, 1761), was distillateur in Ramskapelle (Nieuwpoort).
          - Bruno de Witte (Ramskapelle (Nieuwpoort), 9 december 1753 - Brugge, 31 december 1828) werd brouwer in Den Arend in Brugge, een activiteit die in 1817 verkocht werd en Antoine De Meulemeester als nieuwe eigenaar kreeg. Bruno was ook veehouder en grootgrondbezitter. Hij trouwde in 1797 met Francisca Breydel (Brugge, 1764-1852), dochter van de veehouder Clément Breydel (Brugge, 1738-1783) en Anne-Marie Van Vyve (Brugge, 1736-1760). Ze kregen zeven kinderen: Thérèse (1797-1808), Louis (1799-1831), Charles (1800-1870), Françoise (1802-1804), Rosalie (1805-1890), Joseph (1807-1812), Félix (1810-1874). Het gezin woonde eerst in de Carmersstraat en daarna langs de Sint-Annarei, waar Bruno ook overleed.    
            - Charles-Antoine de Witte (Brugge, 1 november 1800 - Parnell bij Auckland, Nieuw-Zeeland, 13 juni 1870). In de jaren achttien twintig baatte Charles, met zijn broers Louis en Felix, een handelshuis uit in de provincie Matanzas op het eiland Cuba. Ze bezaten een schip waarmee ze koffie verscheepten naar België en allerhande goederen in de terugreis exporteerden. In 1827 voerde Charles hun schip naar Curaçao met de bedoeling er Nederlandse zeebrieven voor te krijgen. Dit was het begin van allerhande moeilijkheden, het schip werd een tijdlang aan de ketting gelegd door de overheid en toen het, ondertussen in slechte staat verkerend, vrijkwam, werd het door de De Wittes tegen een lage prijs verkocht. Na een verblijf van bijna tien jaar in Cuba, was Charles vanaf 1829 weer in Brugge en/of Brussel. Hij trouwde in 1831 in Brugge met Adèle Gilliodts (Brugge, 20 mei 1811 - Parnell, 15 mei 1864) en ze kregen twee dochters. Een van de getuigen bij het huwelijk was François Busschop-Breydel, raadsheer bij het keizerlijk Hof van Cassatie. Na zijn terugkeer in België was Charles jarenlang in de weer om schadevergoeding te bekomen van de Nederlandse regering. Dit lukte niet, des te minder na de Belgische Revolutie, waarbij de gebroeders De Witte langs de Belgische kant aan de gevechten in Brussel hadden deelgenomen. Nadat broer Louis overleden was, stichtte Charles, samen met zijn jongste broer Felix, een naamloze vennootschap voor de binnenscheepvaart met stoomboten. Het succes bleef uit, en twee andere gestichte vennootschappen kwamen niet eens van de grond. In 1838 publiceerde hij, als een van de eersten, zo niet de eerste, een voorstel voor het bouwen van een kanaal tussen de binnenhaven van Brugge en de Noordzee, ter hoogte van Heist, het vijftig jaar later gerealiseerde Brugge Zeehaven. In 1842 emigreerde hij naar Nieuw-Zeeland en werd Belgisch consul in Auckland. Hij kocht van de autochtone bevolking meer dan 1200 hectare grond en vestigde zich als veehouder. Toen in België de hongersnood woedde, als gevolg van de aardappelplaag, ontwikkelde hij een plan om op een van de Nieuw-Zeelandse eilanden,  een Belgische kolonie te stichten die 200.000 Belgen zou opvangen. Hij kreeg hiervoor blijkbaar de steun of minstens de belangstelling van koning Leopold I[1], maar niet van de Belgische regering en er kwam niets van in huis. Hij had ook contacten met de troonopvolger, prins Leopold, aan wie hij voorstelde, al even vergeefs, om de Fiji-eilanden van de Engelsen over te nemen en er een Belgische kolonie van te maken. Zijn oudste dochter trouwde met een Nieuw-Zeelander en de jongste met een Australiër. Na zijn dood werd zijn eigendom verkaveld.
            - Louis-Bruno de Witte (Brugge, 17 januari 1799 - Brussel, 20 juli 1831) was vennoot in de zaken, samen met zijn broer Charles en leidde het kantoor in Cuba. Terug in België, trouwde hij op 28 september 1829 in Brugge met Anne-Joséphine Lassabe (1804-1862). (Waarschijnlijk waren zij in Cuba kerkelijk gehuwd, volgens de Spaanse wetgeving.) Zij was een Creoolse, dochter van de Cubaanse arts Bernardo Lassabe en Maria Carriero, wonende in de gemeente Guamacaro, provincie Matanzas. Op de Brugse huwelijksakte werd gemeld dat ze tevens hun vier kinderen erkenden, drie meisjes en een jongen. Het gezin ging in Brussel wonen en Louis overleed er, pas tweeëndertig, de dag voor de eedaflegging van koning Leopold I.
              - Louis-Charles-Bruno de Witte (Guamacaro, Cuba, 1822 - Elsene, 1899) werd officier in het Belgisch leger en klom op tot luitenant-generaal. In 1858 werd hij opgenomen in de erfelijke adel. 
                - Léon de Witte (1857-1933), die eveneens opklom tot de graad van luitenant-generaal, verkreeg in 1921 de titel van baron, overdraagbaar bij eerstgeboorte. In 1928 verkreeg hij, samen met twee van zijn zonen, een naamtoevoeging tot de Witte de Haelen als herinnering aan de Slag bij Halen, waar hij als commandant optrad. Hij had elf kinderen, van wie nageslacht tot heden.

            - Rosalie de Witte (Brugge, 1805-1890) trouwde met Petrus-Nathanaël Gilliodts (Brugge, 1794-1859), grootgrondbezitter en veehouder. Ze kregen negen kinderen.
              - Hun oudste zoon was Louis Gilliodts, die onder de naam Louis Gilliodts-van Severen de bekende historicus en stadsarchivaris van Brugge werd. Hij had een dochter die ongehuwd overleed.

            - Felix De Witte (Brugge, 1810 - Elsene, 1874), jongste van de kinderen van het echtpaar De Witte-Breydel, werd actief als industrieel, trouwde in Brussel in 1863 met zijn jarenlange vriendin Marie de la Valade du Repaire de Truffin (Cuba, 1811 - Elsene, 1863). (Waarschijnlijk waren ze jaren vroeger in Cuba kerkelijk getrouwd.) Hij erkende bij die gelegenheid hun zoon en hun dochter. Net als zijn broers had hij ideeën voor koloniale nederzettingen. In 1846 deed hij een voorstel aan koning Leopold I om een kolonie te stichten op het eiland Cyprus "om tegemoet te komen aan het probleem van een werkloze bevolking als gevolg van de textielcrisis".
              - Alphonse de Witte (Elsene, 28 maart 1851 - aldaar, 1 augustus 1916) werd ingenieur (KU Leuven) en een bekend numismaat. Hij bleef vrijgezel.

### Over de familie De Witte
- Jules VANNÉRUM, Alphonse-Félix de Witte, in: Biographie nationale de Belgique, T. XVII, Brussel, 1938.
- A. DUCHESNE, Léon de Witte de Haelen, in: Biographie nationale de Belgique, T. XXXI, Brussel, 1962.
- Paul BREYDEL, Bruges et les Breydel, Brussel, 1975.
- André VANDEWALLE (red.), 100 Jaar Gilliodts, Brugge, 1980.
  - Maurice SEBRECHTS, Louis Gilliodts en zijn familiaal milieu, 1980.
- Jacques VAN VYVE, Histoire et généalogie de la famille van Vyve, Brussel, 1982.
- Jaak A. RAU, Een eeuw Brugge, Deel I, Brugge, 2002.
- Humbert MARNIX DE SAINTE ALDEGONDE, État présent de la noblesse belge, Annuaire 1989, Brussel, 2011.
- Luc TROFFAES, Over Brugse brouwers en brouwerijen, Brugge, 2014.
- Andries VAN DEN ABEELE, De Bruggeling Bruno De Witte en zijn nakomelingen, in: Brugs Ommeland, 2022.

### Over de koloniale aspiraties van de De Wittes
- Albert DUCHESNE, La politique coloniale de Léopold Ier, 1954.
- Jos DE SMET, Twee Brugse schepen aangeslagen in de Antillen, in: Handelingen van het Genootschap voor geschiedenis in Brugge, 1962.
- Hannes VANHAUWAERT, All the king's Men. Een zoektocht naar de koloniale ideeën van enkele adviseurs en 'handlangers' van Leopold II, Licentiaatsthesis geschiedenis (ongepubliceerd), KU Leuven, 2007.
- Lucie BONATO, Voyageurs européens du XIXe siècle, in: Cahiers du Centre d'études chypriotes, 2012.
- Johan DECKERS, Charles De Witte (1800-1870), in: Biekorf, 2017.
- A Belgian City on Waiheke Island, Waiheke Island Historical Society, z.d.

## Voetnoot
1. ↑   Dit wordt althans in sommige geschriften verklaard, alhoewel er in het (zeer onvolledige) koninklijk archief hiervan geen sporen meer terug te vinden zijn.